# 1970 en sociologie
| Années de la sociologie : 1967 - 1968 - 1969 - 1970 - 1971 - 1972 - 1973    |
| Décennies de la sociologie : 1940 - 1950 - 1960 - 1970 - 1980 - 1990 - 2000 |

Cet article présente les événements de l'année 1970 dans le domaine de la sociologie.

## Publications

### Livres
- Robert Ardrey, The Social Contract
- Jean Baudrillard, The Consumer Society: Myths and Structures
- Thomas R. Dye, L. Harmon Zeigler, Irony of democracy
- Alvin Ward Gouldner, The Coming Crisis of Western Sociology
- Germaine Greer, The Female Eunuch
- Donald MacRae, New Society
- Nicos Poulantzas, Facism and Dictatorship
- John Rex, Race relations in sociological theory
- Richard Sennett, Families Against the City: Middle Class Homes of Industrial Chicago, 1872-1890
- Richard Titmuss, The Gift Relationship

## Congrès
- VIIe congrès de l'Association internationale de sociologie — Varna, Bulgarie.